# Bacanius wauensis
Bacanius wauensis är en skalbaggsart som beskrevs av Yves Gomy 1981. Bacanius wauensis ingår i släktet Bacanius och familjen stumpbaggar. Inga underarter finns listade i Catalogue of Life.